# Cantón de Pont-Aven
El cantón de Pont-Aven era una división administrativa francesa, que estaba situada en el departamento de Finisterre y la región de Bretaña.

## Composición
El cantón estaba formado por cuatro comunas:
- Moëlan-sur-Mer
- Névez
- Pont-Aven
- Riec-sur-Bélon

## Supresión del cantón de Pont-Aven
En aplicación del Decreto nº 2014-151 de 13 de febrero de 2014, el cantón de Pont-Aven fue suprimido el 22 de marzo de 2015 y sus 4 comunas pasaron a formar parte del nuevo cantón de Moëlan-sur-Mer.